# Шакіль Аббасі
Шакіль Аббасі (5 січня 1984) — пакистанський хокеїст на траві.
Учасник Олімпійських Ігор 2004, 2008, 2012 років.
Срібний призер Ігор Співдружності 2006 року.
Переможець Азійських ігор 2010 року, срібний призер 2014 року, бронзовий призер 2006 року.
Переможець Трофею чемпіонів 2012 року, срібний призер 2011 року, бронзовий призер 2004, 2012 років.